# Dez foragidos mais procurados pelo FBI
O primeiro registro da lista dos dez foragidos mais procurados pelo FBI foi divulgado em 1950.
A maioria dos procurados eram famosos traficantes, principalmente colombianos, que burlaram a segurança da polícia local e conseguiram expandir seus comércios para muitos lugares.
Em 1983, os dois foragidos mais procurados foram encontrados. James J. Bulger, o famoso gângster que atuou em Boston, foi preso pelo FBI em Los Angeles. Já o terrorista saudita Osama Bin Laden, líder da Al-Qaeda, foi executado pelo exército americano em uma operação no Paquistão.

## Lista atual
A lista dos mais procurados pelo FBI, em novembro de 2021, era exibida como:
|  | Nome                              | Data de inclusão na lista | Número sequencial | Crimes atribuídos                                                                                      |
|  | --------------------------------- | ------------------------- | ----------------- | --- |
|  | Alexis Flores                     | 2 de junho de 2007        | 487               | Sequestro, violação e assassinato de Iriana DeJesus, de 5 anos                                         |
|  | Jason Derek Brown                 | 8 de dezembro de 2007     | 489               | Assassinato e roubo à mão armada                                                                       |
|  | Marcos Didoné                     | 19 de abril de 2019       | 514               | Jogos de azar, violação de propriedade privada e sequestro aéreo de um Boeing 737                      |
|  | Alejandro Castillo                | 24 de outubro de 2017     | 516               | Assassinato                                                                                            |
|  | Rafael Caro Quintero              | 12 de abril de 2018       | 518               | Assassinato e sequestro                                                                                |
|  | Arnoldo Jimenez                   | 8 de maio de 2019         | 522               | Uxoricídio                                                                                             |
|  | Eugene Palmer                     | 28 de maio de 2019        | 523               | Assassinato da sua filha                                                                               |
|  | Jose Rodolfo Villarreal-Hernandez | 13 de outubro de 2020     | 524               | orquestrar um assassinato                                                                              |
|  | Octaviano Juarez-Corro            | 8 de setembro de 2021     | 525               | Assassinar duas pessoas e ferir outras três após abrir fogo em um parque em Milwaukee, em maio de 2006 |
|  | Yulan Adonay Archaga Carias       | 3 de novembro de 2021     | 526               | Ser o suposto líder do MS-13 de Honduras                                                               |
|  | Nuradin Rustamov                  | 17 de abril de 2025       | 527               | Procurado pelo governo turco por acusações de terrorismo                                               |

## Capturados
- James J. Bulger - Foram quase 17 anos de procura. O fato é que Bulger foi preso em um edifício comum em Santa Monica, uma praia a cerca de 20 km do centro de Los Angeles. Bulger estava com 81 anos em sua captura, e acompanhado de sua esposa, Catherine Elizabeth Greig, que também foi presa pelo FBI.
- Edward Eugene Harper - Após 15 anos de procura, Harper foi capturado em Wyoming pelo FBI no dia 23 de julho de 2009. Estava sendo procurado por crimes sexuais praticados contra crianças.
- Jorge Alberto Lopez-Orozco - Capturado em 7 de outubro de 2009 e detido por tráfico internacional de drogas. Era um dos maiores traficantes da América.
- Edmígio Preciado Jr. - Capturado em 9 de julho de 2009, no estado de Nayarit, México. Estava sendo procurado por balear um policial durante um assalto a mão armada.